# Byglandsfjorden
Byglandsfjorden är en insjö i kommunerna Bygland och Evje og Hornnes i Agder fylke i Norge. Det är en del av floden Otra, och rinner ut ur Åraksfjorden. Byarna Byglandsfjord, Lauvdal och Bygland ligger alla på den östra stranden av sjön.. 
DB Bjoren är en vedeldad ångbåt som färdas på Byglandsfjorden under sommaren mellan byarna Ose, Bygland och Byglandsfjord.
En särskild art av atlantlaxen finns i Byglandsfjorden, som kallas "bleke".